# Distretto di Ongon
Il distretto di Ongon è uno dei tredici distretti (sum) in cui è suddivisa la provincia di Sùhbaatar, in Mongolia. Conta una popolazione di 1.261 abitanti (censimento 2009). 